# Mormoops megalophylla
Mormoops megalophylla е вид бозайник от семейство Mormoopidae.

## Разпространение
Видът е разпространен в Белиз, Венецуела, Гватемала, Еквадор, Колумбия, Мексико, Перу, Салвадор, САЩ (Тексас), Тринидад и Тобаго и Хондурас.